# Federico von Rieger
Federico von Rieger, eigentlich Friedrich, auch Fritz, (* 6. Januar 1903 in Ingolstadt, Bayern; † 25. Oktober 1987 in Aschaffenburg) war ein deutscher Maler.

## Werdegang
Seine Familie zog 1907 nach Würzburg. Früh zeigte sich seine künstlerische Begabung. Von 1928 bis 1933 absolvierte er ein Studium an der Akademie der Bildenden Künste München und war Schüler von Julius Diez und Meisterschüler von Max Doerner. Ab 1936 lebte er in Seveso und anderen Orten in Italien, wo seine künstlerische Arbeit große Anerkennung erfuhr, was sich auch in zahlreichen Ehrungen und Preisen ausdrückte. Eine Freundschaft verband ihn mit dem italienischen Schriftsteller und Dichter Giuseppe Boglione. 1961 wurde er Mitglied der Accademia Tiberiana in Rom. 1987 starb er in einer Aschaffenburger Klinik.
Seine Arbeiten werden einer Richtung des Realismus zugeordnet. Zu den wichtigsten  Porträts gehören das des Papstes Pius XI., das des Erzbischofs von Berlin Konrad Graf von Preysing und das des Königs Hussein von Jordanien. Zu seinen Schülern zählen Gabriele Mandel, Giorgio Salmoiraghi, Alberto Borroni, Aldo Fogli.

## Preise und Auszeichnungen
- 1932: Erster Preis der Kunstakademie München
- 1963: Lauro Accademico in Campidoglio, Rom
- 1964: Medaglia d’oro Presidente della Republica (Goldmedaille des Italienischen Präsidenten)
- 1964: Premio Nazionale Palazzo dell Espoz., (Nationalpreis Rom)
- 1967: Premio Nazionale, „Gran Premio“, Varese (Großer Nationalpreis Varese)
- 1968: Medaglia de oro di merito „Cavalieri per l’Europa“
- 1970: Gran Cavaliere Aurato dell’Ordine S. Croce Costanino
- 1973: L’Ambrogino d’oro der Stadt Mailand
- 1973: Commenda dell’ Ordine Francese San Giorgio, Ospitlier di Francia, Luigi XIII
- 1974: Académie Diplomatique De La Paix: Baron Prof. Friedrich v. Rieger Correspondant.
- 1977: Prix International Dag Hammarskjoeld al „MERITO ARTISTICO“, Milano
- 1983: Diploma d’Onore, Ordine Internationale dei Volontari per la Pace

## Bedeutende Ausstellungen
- 1947: Galleria Ambrosiana, Milano; 20 quadri contro la guerra (20 Gemälde gegen den Krieg)
- 1954: Galleria Gussoni, Milano;
- 1955: Galleria degli Artisti, Milano;
- 1958: Galleria Patriottica (3), Milano;
- 1960: Centro Le Grazie, Milano;
- 1965: Comune di Seveso;
- 1969: Galleria Fondazione Europa, Milano;
- 1970: Galleria Michelangelo, Firenze;
- 1973: Galleria Arte Classica, Milano;
- 1974: Galleria Accademia, Torino
- 1974: Zeichnungen in Sta.Maria delle Grazie in Mailand;
- 1975: „Federico von Rieger e la sua scuola“,Centro Culurale de „il Giornale di Roma“;
- 1976/1977: Otto-Richter-Halle in Würzburg, Gemälde und Zeichnungen Contro la Guerra: Centro Culturale de „Il Giornale di Roma“ (1976) und Rovereto
- 1977: Galleria doria arte moderna, Turin;
- 1978: Städtische Galerie Ingolstadt: Gemälde und Zeichnungen;
- 2013/2014: Schlossmuseum Aschaffenburg: Federico von Rieger Realismus und Einfühlung[2]